# Radim Daňhel
Radim Daňhel je český státní zástupce, v letech 2022 až 2023 vedoucí státní zástupce Vrchního státního zastupitelství v Olomouci.

## Život
V letech 1994 až 1999 vystudoval Právnickou fakultu Masarykovy univerzity (získal titul Mgr.). V roce 2000 absolvoval základní vojenskou službu jako právník skupiny velitele útvaru.
Mezi lety 2001 a 2003 byl právním čekatelem na Okresním státním zastupitelství Brno-venkov, kde pak v letech 2003 až 2006 působil jako státní zástupce. V roce 2006 byl krátce státním zástupcem Obvodního státního zastupitelství pro Prahu 5. V letech 2007 až 2013 pracoval na odboru závažné hospodářské a finanční kriminality z pozice státního zástupce Vrchního státního zastupitelství v Praze, přičemž v letech 2012 až 2013 tomuto odboru šéfoval. Zároveň byl v letech 2010 až 2011 dočasně přidělen k Ministerstvu spravedlnosti ČR a pověřen výkonem činností spadajících do působnosti ředitele odboru dohledu.
V roce 2013 změnil působiště a stal se státním zástupcem v rámci Okresního státního zastupitelství v Kroměříži. V letech 2017 až 2020 byl navíc náměstkem okresní státní zástupkyně v Kroměříži a v roce 2020 byl jmenován okresním státním zástupcem v Kroměříži. Ve své odborné činnosti se specializuje především na majetkovou a hospodářskou kriminalitu a zajišťování výnosů z trestné činnosti. Je rovněž členem Unie státních zástupců ČR.
Dne 14. července 2022 ho ministr spravedlnosti ČR Pavel Blažek jmenoval vrchním státním zástupcem VSZ v Olomouci, a to na návrh nejvyššího státního zástupce Igora Stříže. Daňhel tak nahradil Iva Ištvana, který post opustil na konci března 2022. V červnu 2023 se však rozhodl na funkci rezignovat, a to s účinností k 31. červenci 2023. K rezignaci jej podle vlastních slov vedly osobní i profesní důvody, spočívající zejména v nemožnosti efektivního řízení VSZ Olomouc při existenci poboček VSZ v Brně a v Ostravě, a to i přesto že byl v době svého jmenování výrazným zastáncem jejich existence.